# Bill Tuiloma
Bill Tuiloma (Auckland, 27 de marzo de 1995) es un futbolista neozelandés que juega como defensa en el Charlotte F. C. de la Major League Soccer.

## Carrera
Realizó su debut en la goleada del Waitakere United sobre el Otago por 6-0 en un partido válido por la ASB Premiership 2011-12. En 2012 dejó la franquicia y pasó a jugar para el Birkenhead United, con el que logró llegar a los cuartos de final de la Copa Chatham 2013.
A mediados de ese año el Olympique de Marsella francés lo contrató por dos años. Aunque comenzó jugando para la reserva del club francés, comenzó a integrar el banco de suplentes sobre el final de la Ligue 1 2014-15. Realizó su debut en la fecha 24 al reemplazar a Lucas Ocampos a falta de cuatro minutos para finalizar el encuentro ante el Rennes, que terminó con empate 1-1. En el partido siguiente volvió a aparecer desde el banco al ingresar por Florian Thauvin en la igualdad 2-2 contra el Stade de Reims. Posteriormente, a mediados de 2015, firmó un contrato profesional por tres años.
Integró el banco de relevos en el primer partido de la temporada 2015-16. Aun así, tras la renuncia de Marcelo Bielsa como entrenador de Les Olympiens, su reemplazante Míchel González no tuvo en cuenta al neozelandés, que en agosto de 2015 fue cedido a préstamo al Racing Estrasburgo, con el que ganó el Championnat National, tercera división de Francia.
Durante la temporada 2016-17 Tuiloma continuó jugando mayormente para el equipo reserva del Marsella, por lo que en 2017 dejó el club para firmar con el Portland Timbers de la Major League Soccer estadounidense. En este equipo estuvo hasta febrero de 2023, momento en el que se marchó al Charlotte F. C.

### Clubes
| Club                            | País           | Año       |
| ------------------------------- | -------------- | --------- |
| Waitakere United                | Nueva Zelanda  | 2011-2012 |
| Birkenhead United               | Nueva Zelanda  | 2012-2013 |
| Olympique de Marsella           | Francia        | 2013-2017 |
| Racing Estrasburgo (a préstamo) | Francia        | 2015-2016 |
| Portland Timbers                | Estados Unidos | 2017-2023 |
| Charlotte F. C.                 | Estados Unidos | 2023-     |

### Selección nacional
Realizó seis apariciones en la selección neozelandesa sub-17, divididas entre el Campeonato de la OFC y la Copa Mundial de 2011. En el nivel sub-20 conquistó el Campeonato de la OFC 2013, disputado en Fiyi, y fue convocado para el Mundial de ese año, en donde los Junior All Whites cayeron en sus tres presentaciones a manos de Uzbekistán, Uruguay y Croacia. Volvió a disputar el torneo Sub-20 en 2015, cuando logró junto con sus compañeros alcanzar los octavos de final, lo que fue la primera vez que Nueva Zelanda alcanzó dicha instancia en la categoría. Fue convocado para los Juegos del Pacífico 2015, torneo jugado por selecciones sub-23 que servía como clasificación a los Juegos Olímpicos de Río de Janeiro 2016. Jugó tres partidos y marcó un gol, pero el enfrentamiento en el que lo hizo fue declarado como walkover por parte de Nueva Zelanda al descubrirse que uno de sus jugadores era inelegible. Por lo tanto, los Oly Whites fueron descalificados y se despidieron de sus aspiraciones olímpicas.
Debutó con la selección mayor en un amistoso ante Trinidad y Tobago disputado el 15 de octubre de 2013. Ese mismo año disputó la vuelta del repechaje ante México por un lugar en la Copa Mundial de 2014, en donde los All Whites perdieron por un global de 9 a 3. En 2016 fue parte del plantel que conquistó la Copa de las Naciones de la OFC y en 2017 del que disputó la Copa FIFA Confederaciones.

#### Partidos y goles internacionales
| Partidos y goles internacionales | Partidos y goles internacionales | Partidos y goles internacionales | Partidos y goles internacionales | Partidos y goles internacionales | Partidos y goles internacionales           | Partidos y goles internacionales |
| #                                | Fecha                            | Estadio                          | Rival                            | Resultado                        | Competición                                | Gol(es)                          |
| -------------------------------- | -------------------------------- | -------------------------------- | -------------------------------- | -------------------------------- | ------------------------------------------ | -------------------------------- |
| 2013                             |                                  |                                  |                                  |                                  |                                            |                                  |
| 1                                | 15 de octubre                    | Hasely Crawford, Puerto España   | Trinidad y Tobago                | 0 – 0                            | Amistoso                                   |                                  |
| 2                                | 20 de noviembre                  | Westpac Stadium, Wellington      | México                           | 2 – 4                            | Clasificación para la Copa Mundial de 2014 |                                  |
| 2014                             |                                  |                                  |                                  |                                  |                                            |                                  |
| 3                                | 5 de marzo                       | Estadio Olímpico, Tokio          | Japón                            | 2 – 4                            | Amistoso                                   |                                  |
| 4                                | 30 de mayo                       | Mount Smart Stadium, Auckland    | Sudáfrica                        | 0 – 0                            | Amistoso                                   |                                  |
| 5                                | 8 de septiembre                  | Estadio Pakhtakor, Taskent       | Uzbekistán                       | 1 – 3                            | Amistoso                                   |                                  |
| 6                                | 14 de noviembre                  | National Stadium, Nanchang       | China                            | 1 – 1                            | Amistoso                                   |                                  |
| 7                                | 18 de noviembre                  | 80th Birthday Stadium, Korat     | Tailandia                        | 0 – 2                            | Amistoso                                   |                                  |
| 2015                             |                                  |                                  |                                  |                                  |                                            |                                  |
| 8                                | 31 de marzo                      | Estadio Mundialista, Seúl        | Corea del Sur                    | 0 – 1                            | Amistoso                                   |                                  |
| 9                                | 7 de septiembre                  | Estadio Thuwunna, Rangún         | Birmania                         | 1 – 1                            | Amistoso                                   |                                  |
| 2016                             |                                  |                                  |                                  |                                  |                                            |                                  |
| 10                               | 28 de mayo                       | Sir John Guise, Puerto Moresby   | Fiyi                             | 3 – 1                            | Copa de las Naciones de la OFC 2016        |                                  |
| 11                               | 31 de mayo                       | Sir John Guise, Puerto Moresby   | Vanuatu                          | 5 – 0                            | Copa de las Naciones de la OFC 2016        |                                  |
| 12                               | 8 de junio                       | Sir John Guise, Puerto Moresby   | Nueva Caledonia                  | 1 – 0                            | Copa de las Naciones de la OFC 2016        |                                  |
| 13                               | 11 de junio                      | Sir John Guise, Puerto Moresby   | Papúa Nueva Guinea               | 0 – 0                            | Copa de las Naciones de la OFC 2016        |                                  |
| 14                               | 12 de noviembre                  | Estadio North Harbour, Auckland  | Nueva Caledonia                  | 2 – 0                            | Clasificación para la Copa Mundial de 2018 |                                  |
| 15                               | 15 de noviembre                  | Stade Yoshida, Koné              | Nueva Caledonia                  | 0 – 0                            | Clasificación para la Copa Mundial de 2018 |                                  |
| 2017                             |                                  |                                  |                                  |                                  |                                            |                                  |
| 16                               | 25 de marzo                      | Churchill Park, Lautoka          | Fiyi                             | 2 – 0                            | Clasificación para la Copa Mundial de 2018 |                                  |
| 17                               | 2 de junio                       | Windsor Park, Belfast            | Irlanda del Norte                | 0 – 1                            | Amistoso                                   |                                  |
| 18                               | 12 de junio                      | Estadio Traktar, Minsk           | Bielorrusia                      | 0 – 1                            | Amistoso                                   |                                  |
| 19                               | 17 de junio                      | Zenit Arena, San Petersburgo     | Rusia                            | 0 – 2                            | Copa FIFA Confederaciones 2017             |                                  |
| 20                               | 21 de junio                      | Estadio Olímpico, Sochi          | México                           | 1 – 2                            | Copa FIFA Confederaciones 2017             |                                  |
| 21                               | 25 de junio                      | Zenit Arena, San Petersburgo     | Portugal                         | 0 – 4                            | Copa FIFA Confederaciones 2017             |                                  |
| 22                               | 6 de octubre                     | Estadio Toyota, Nagoya           | Japón                            | 1 – 2                            | Amistoso                                   |                                  |
| 23                               | 11 de noviembre                  | Westpac Stadium, Wellington      | Perú                             | 0 – 0                            | Clasificación para la Copa Mundial de 2018 |                                  |
| 24                               | 15 de noviembre                  | Estadio Nacional, Lima           | Perú                             | 0 – 2                            | Clasificación para la Copa Mundial de 2018 |                                  |

## Palmarés

### Títulos nacionales
| Título               | Club               | País          | Año     |
| -------------------- | ------------------ | ------------- | ------- |
| ASB Premiership      | Waitakere United   | Nueva Zelanda | 2011-12 |
| Championnat National | Racing Estrasburgo | Francia       | 2015-16 |

### Títulos internacionales
| Título                | Club (*)             | País               | Año  |
| --------------------- | -------------------- | ------------------ | ---- |
| Campeonato Sub-17 OFC | Nueva Zelanda sub-17 | Nueva Zelanda      | 2011 |
| Campeonato Sub-20 OFC | Nueva Zelanda sub-20 | Fiyi               | 2013 |
| Copa de las Naciones  | Nueva Zelanda        | Papúa Nueva Guinea | 2016 |

(*) Incluyendo la selección.